# Zsombolyai járás
A Zsombolyai járás Torontál vármegye egyik járása volt. Területe 654,9 km² (113 806 kataszteri hold), lakossága 1911-ben 48 582 fő volt. A trianoni békeszerződés következtében a járás települései Romániához és Szerbiához kerültek.
A járás székhelye Zsombolya nagyközség, melyhez az alábbi 17 község tartozott:
- Csernye
- Csősztelek
- Garabos
- Károlyliget
- Kiskomlós
- Kistószeg
- Kunszőllős
- Magyarcsernye
- Mollyfalva
- Nagykomlós
- Nagytószeg
- Németcsernye
- Szentborbála
- Szenthubert
- Tóba
- Torontáloroszi
- Vizesd

A járás településein a trianoni békeszerződés értelmében Románia és Szerbia (akkor: Jugoszláv Királyság) osztoztak. Különös története volt a járás névadójának, Zsombolyának: eredetileg Szerbiához került a település, azonban a szerb-román tárgyalások során területcsere révén átkerült Romániához, amely 1924 áprilisában a települést befogadta.
A járás települései ma az alábbi országokhoz tartoznak:
| Szerbia        | Románia    |
| -------------- | ---------- |
| Csernye        | Garabos    |
| Károlyliget    | Vizesd     |
| Kistószeg      | Nagykomlós |
| Magyarcsernye  | Kunszőllős |
| Mollyfalva     | Kiskomlós  |
| Nagytószeg     | Zsombolya  |
| Németcsernye   |            |
| Szentborbála   |            |
| Szenthubert    |            |
| Tóba           |            |
| Torontáloroszi |            |

## Etnikai képe
A járásban a német nemzetiségűek többsége volt jellemző 1890-ben (64 %). A Béga és az Aranka folyók közt elterólő úgynevezett Haide területén koncentrálódott a bánsági németség (Perjámosi, csenei és Zsombolyai járások). A járásban az 1910-i statisztika szerint a szerb, román és rutén lakosság aránya összesen 16,1 százalékot, a magyar nemzetiségű pedig ugyanebben az évben 25,63 százalékot tett ki.